# Salaryman
Salaryman (サラリーマン  sarariman, "homem assalariado") é o termo wasei-eigo pelo qual os trabalhadores designam os executivos de baixo escalão numa empresa no Japão. Refere-se a uma pessoa cujo rendimento é o salário base, particularmente aquelas que trabalham na ordem de corporações. O termo foi-se tornando progressivamente aceito em países de língua inglesa como um substantivo para um profissional assalariado japonês que executa tarefas semi-profissionais, colarinho branco. A palavra pode ser encontrada em vários livros e artigos referentes à cultura japonesa. Logo após a Segunda Guerra Mundial, tornar-se um salaryman era visto como uma porta de entrada para um estilo de vida estável de classe média. No uso moderno, o termo carrega conotações a profissionais que executam longas horas de trabalho, ao baixo prestígio na hierarquia corporativa, ausência de significativas fontes de rendimento para além do salário, e ao karōshi — "morte por excesso de trabalho". O termo salaryman refere-se exclusivamente aos homens, para as mulheres é usado o termo career woman ou, para os trabalhos de baixo prestígio social, office lady.